# Marie-Anne Lenormand
Marie-Anne-Adélaïde Lenormand (Alençon, 27 de maio de 1772 — Paris, 25 de junho de 1843) foi uma cartomante  francesa célebre durante o período da era napoleônica.  Na França, Lenormand é considerada a maior cartomante de todos os tempos, com grande influência na onda da cartomancia do país ao final do século XVIII.

## Biografia

### Primeiros Anos

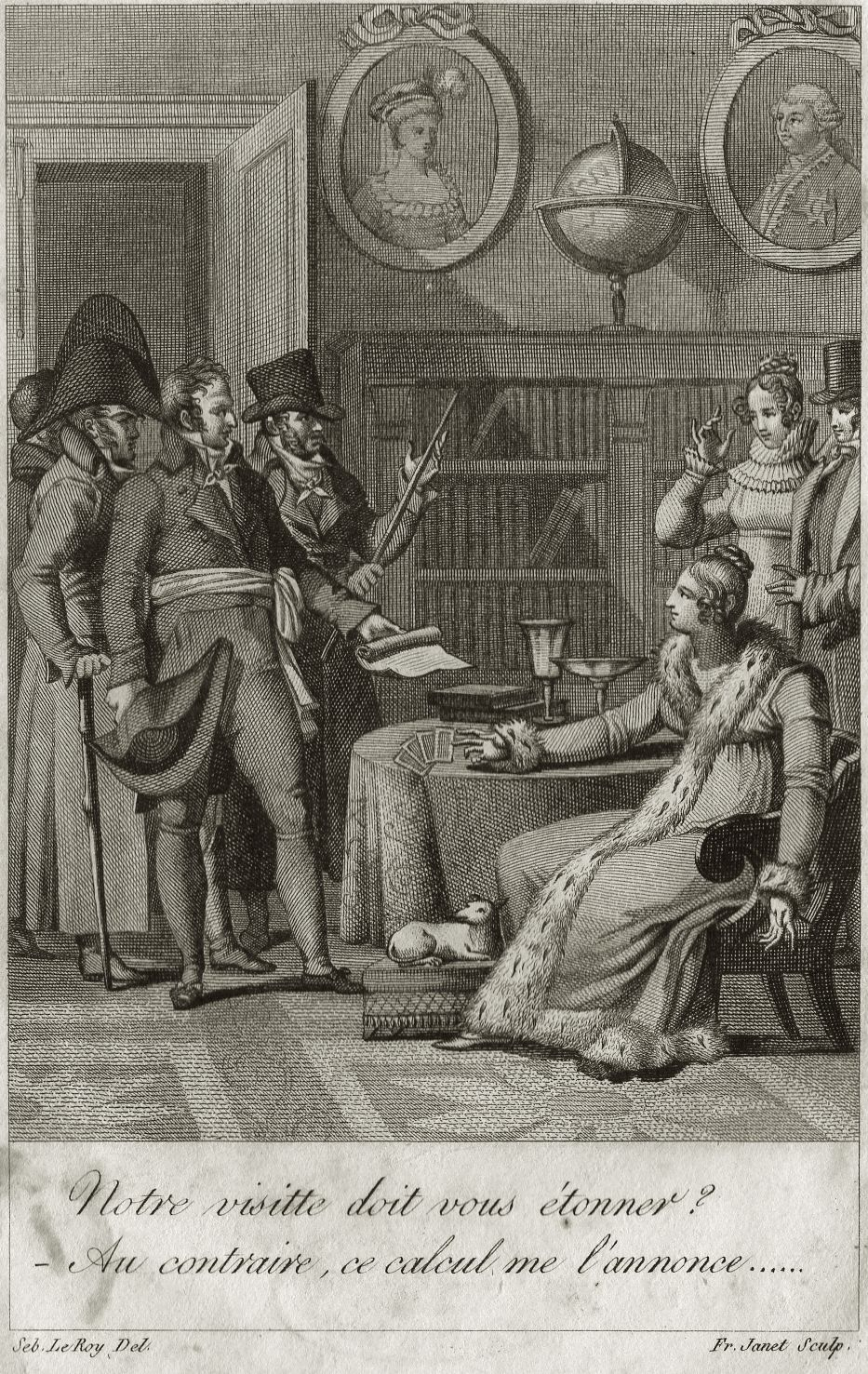
Gravura do frontispício de Souvenirs prophétiques d'une sibylle sur les causes secrètes de son arrestation (Lembranças proféticas de uma sibila sobre as causas secretas de sua prisão) da prisão de Marie-Anne Lenormand.

Lenormand nasceu em 27 de maio de 1772, em Alençon, Normandia. Era filha de Jean-Louis Antoine Lenormand, um comerciante de tecidos, e Marie-Anne Gilbert. Lenormand ficou órfã aos cinco anos, crescendo na abadia real das senhoras beneditinas de Alençon. Foi durante o período na abadia que, aos sete anos, Lenormand começou a antever o futuro de suas colegas.
Lenormand trocou Alençon por Paris em 1786.

### Carreira
Em Paris, Lenormand se instalou em um apartamento na rua Tournon, no histórico bairro parisiense faubourg Saint-Germain, o sétimo distrito parisiense nos dias atuais. Com uma tarifa de seis francos por consulta, Lenormand atendeu as classes média e alta de sua época, antevendo a sorte de seus consulentes através de borra de café, leitura de mãos, tarot e ovos quebrados.
Sua popularidade cresceu graças às previsões que fez para Josefina de Beauharnais, alegando que a mulher se casaria novamente e que, um dia, portaria uma coroa. Napoleão, enquanto oficial de artilharia, também teria se consultado com a profetisa: Lenormand teria visto nas palmas de suas mãos que aquele homem venceria batalhas, se casaria com uma viúva, conquistaria reinos e surpreenderia o mundo. Contudo, com o casal no poder, a amizade com a imperatriz Josefina não impediu que Lenormand fosse presa em virtude de suas previsões não irem de encontro aos anseios do imperador francês.
Durante o período da Restauração, a fama da sibila da rua Tournon fez com que Lernormand fosse recebida pelo Czar Alexandre I, imperador da Rússia, e outras autoridades,durante o Congresso de Aix-la-Chapelle (1818), reunião em qual foi decidido o futuro da França pós Napoleão.
Dentre seus consulentes, estiveram padres, nobres, magistrados e soldados; entre as figuras notaveis estão Marie d'Agoult, o Duque de Wellington, Madame de Staël e Talleyrand.
Lenormand também foi autora, tendo escrito sobre seus breves períodos na prisão e o convívio com Josefina de Beauharnais.

### Morte

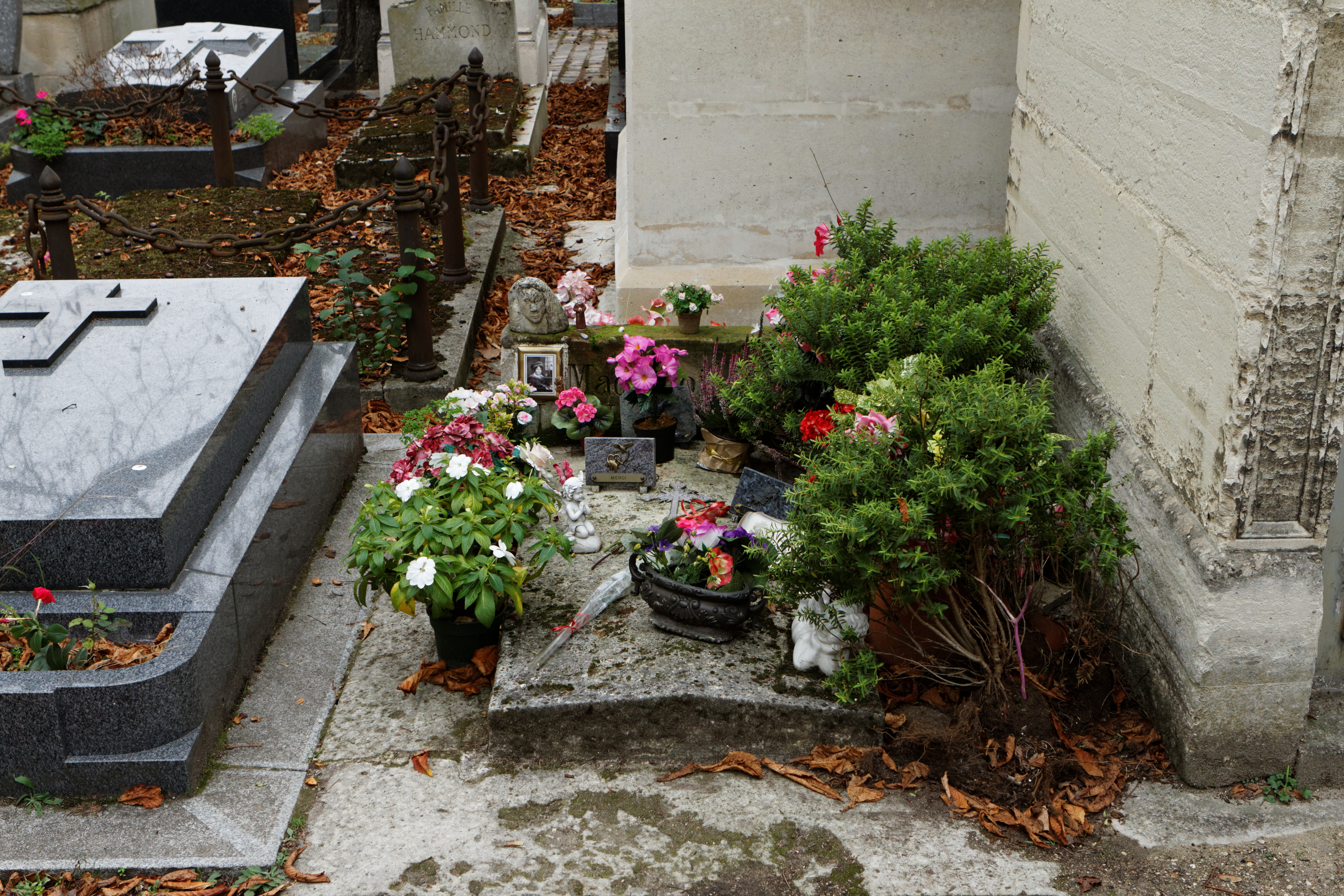
Foto do túmulo da cartomante Lenormand

Lenormand morreu em Paris, em 25 de junho de 1843, e foi sepultada na divisão 3 do Cemitério do Père-Lachaise. Como não possuía herdeiros diretos, sua fortuna (cerca de 500.000 francos) foi deixada para um sobrinho. Um católico devoto, o sobrinho queimou todos os objetos ocultistas de Lenormand, mantendo apenas a quantia de dinheiro deixada pela tia.

## Obras
- Les Souvenirs prophétiques d’une sibylle sur les causes secrètes de son arrestation, Paris, 1814, 592 p.[8]

- Anniversaire de la mort de l’impératrice Joséphine, Paris, 1815, 23 p.[12]

- La Sibylle au tombeau de Louis XVI, Paris, 1816, 67 p.

- Les Oracles sibyllins ou la suite des souvenirs prophétiques, Paris, 1817, 528 p.

- La Sibylle au congrès d’Aix-la-Chapelle, 1819, 316 p.

- Mémoires historiques et secrets de l’impératrice Joséphine, Marie-Rose Tascher-de-la-Pagerie, première épouse de Napoléon Bonaparte, Paris, 1820, 556 p.

- Mémoire justificatif présenté par Mlle Le Normand, ... de présent ... à la maison d'arrêt de Bruxelles, à MM. les juges du tribunal de 1re instance de cette ville, Bruxelles, M. E. Rampelbergh, 1821, 20 p.

- Cri de l’honneur, 1821, 18 p.

- Souvenirs de la Belgique : cent jours d’infortunes où le procès mémorable, Paris, 1822, 416 p.

- L’Ange protecteur de la France au tombeau de Louis XVIII, Paris, 1824, 74 p., in-8°.

- L’Ombre immortelle de Catherine II au tombeau d’Alexandre Ier, Paris, Dondey-Dupré, 1826, 68 p.

- L’Ombre de Henri IV au palais d’Orléans, Paris, chez l’auteur, 1830, 107 p.

- Le Petit Homme rouge au château des Tuileries, Paris, Mlle. Le Normand, éditeur-libraire, 1831, 107 p.

- Manifeste des dieux sur les affaires de France. Apparition de S.A.R. la feue Mme la Duchesse douairière d’Orléans ... à son fils Louis-Philippe Ier ... Révélations, Paris, 1832, 60 p.

- Arrêt suprême des dieux de l’Olympe en faveur de Mme la duchesse de Berry et de son fils. L’Ombre du Prince de Bourbon Condé (Louis-Henri-Joseph), à son filleul le duc d’Aumale d'Orléans (Henri Eugène-Philippe-Louis). Révélations, Paris, 1833, 144 p.

## Tarot Lenormand
Após a morte de Lenormand, seu nome foi usado em diversos decks de cartomancia. Dentre esses, está um baralho de 36 cartas ilustradas, conhecido como Petit Lenormand, ou simplesmente "tarot Lenormand", ainda em uso hoje em dia. O tarot Lenormand é muito usado na França, Países Baixos, Europa Central, Bálcãs e Rússia. Mais tarde, o baralho chegou ao Brasil, possivelmente em razão da chegada de imigrantes europeus e russos ao país no século XIX.

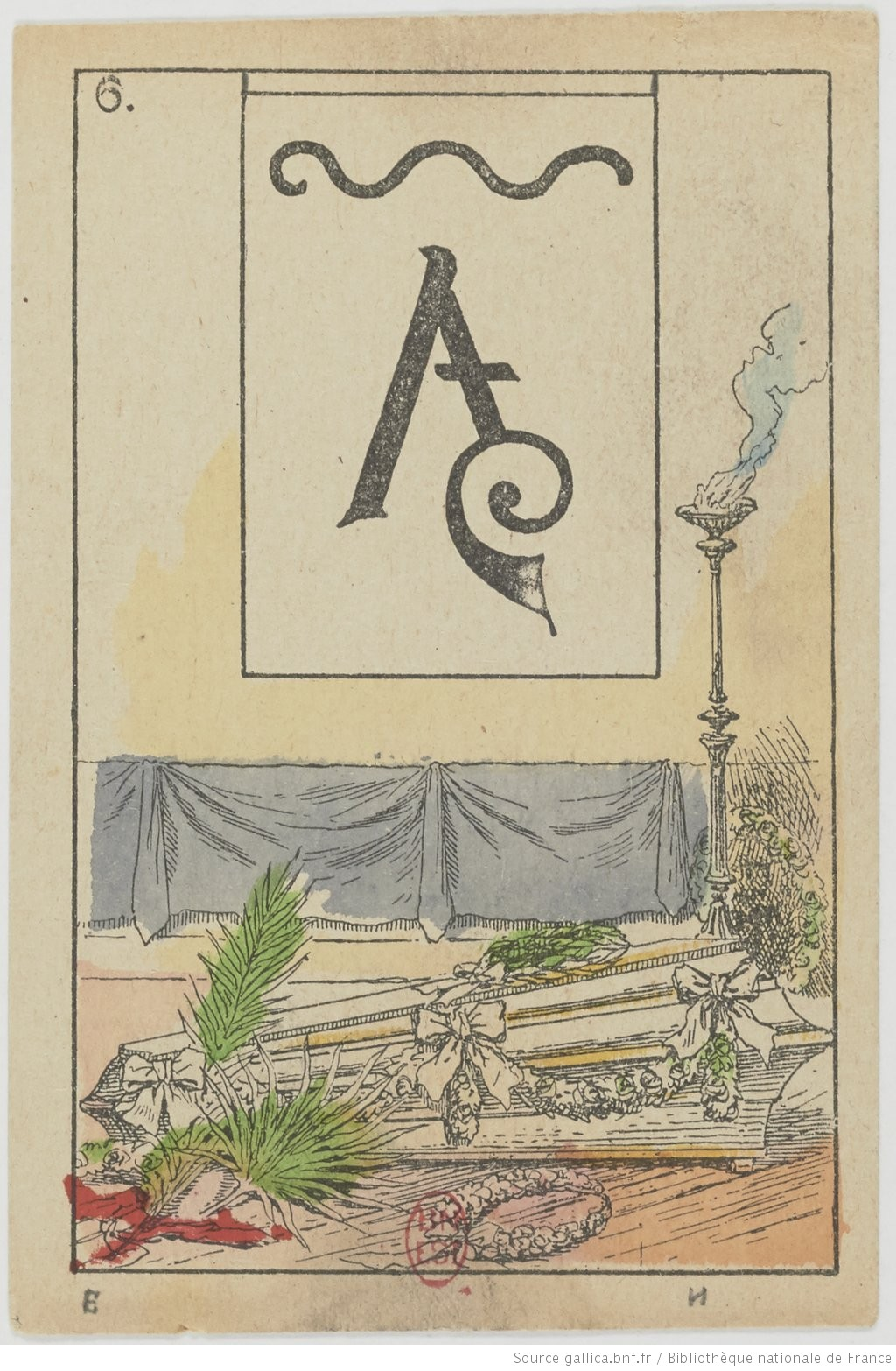
Carta nº 6 de um jogo divinatório atribuído a Marie-Anne Le Normand. Edite a edição Ensslin e Laiblin (Reutlingen). 1875. BNF Gallica
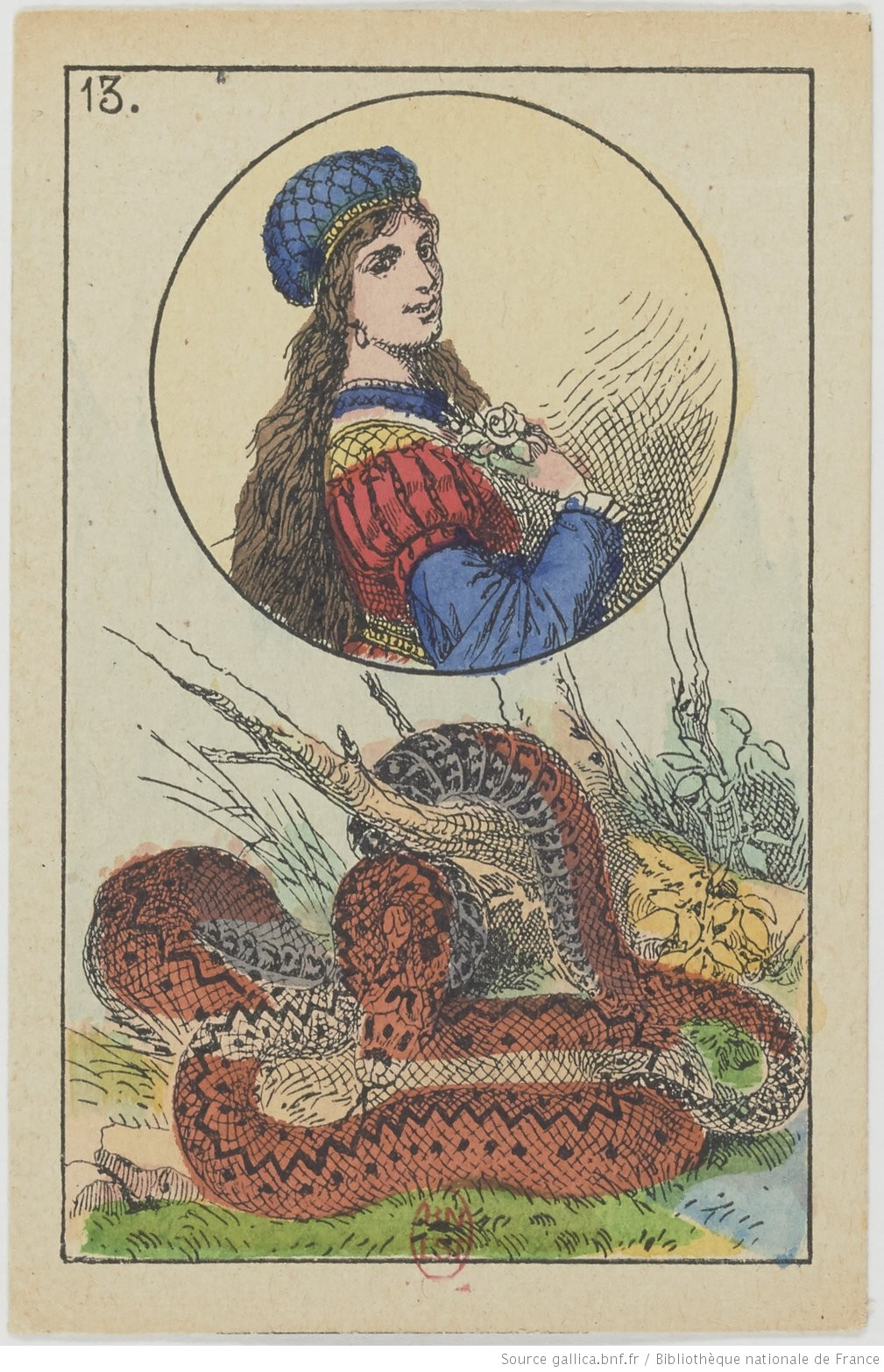
Carta nº 13 de um jogo divinatório atribuído a Marie-Anne Le Normand. Edite a edição Ensslin e Laiblin (Reutlingen). 1875. BNF Gallica
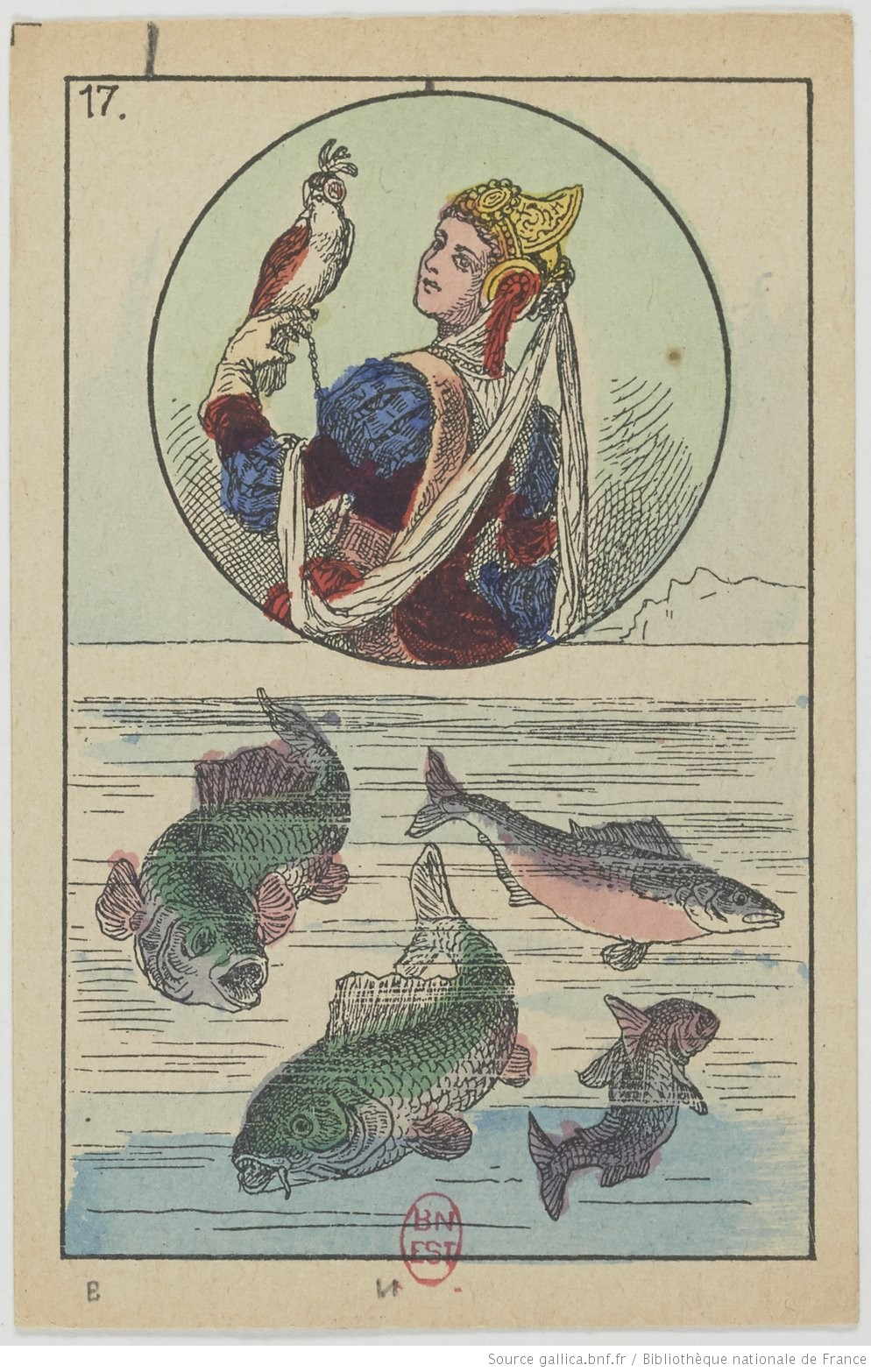
Carta nº 17 de um jogo divinatório atribuído a Marie-Anne Le Normand. Edite a edição Ensslin e Laiblin (Reutlingen). 1875. BNF Gallica

### Das Spiel der Hoffnung

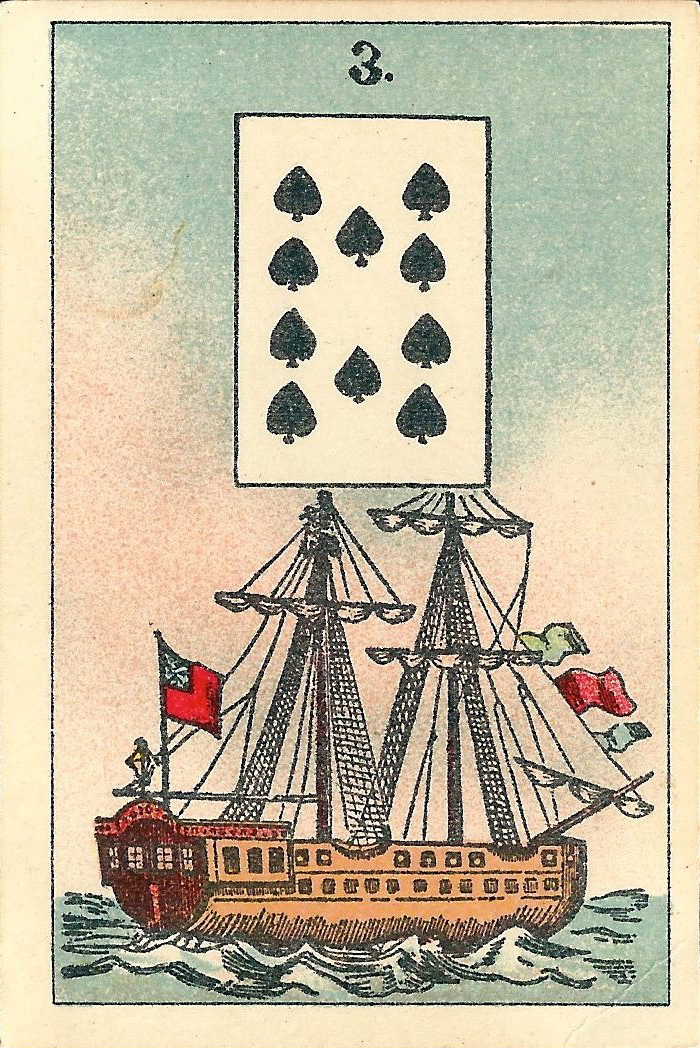
Uma carta Lenormand baseada no deck de 1854

O tarot Petit Lenormand (36 cartas) foi projetado por Johann Kaspar Hechtel, e publicado em 1799, sob o nome de Das Spiel der Hoffnung (O Jogo da Esperança). O Petit Lenormand continha  a ilustração de cartas de baralho comuns na parte superior das cartas.

## Influência

### Literatura
- A reencarnação de Lenormand é uma personagem do romance Waiting for Gertrude: A Graveyard Gothic, de Bill Richardson.[19]

### Televisão
- Lenormand é o tema de uma sessão espírita no primeiro episódio da série de TV russa Detective Anna.[20]

### Videogames
- Lenormand aparece como uma personagem no videogame Assassin's Creed Unity.[21]

1. ↑  Picardie, Justine (11 de setembro de 2021). «How superstition and clairvoyants influenced fashion designers from Christian Dior to Coco Chanel». The Telegraph (em inglês). Consultado em 29 de setembro de 2021
2. 1 2 3 4 5  Duckett, William (1868). Dictionnaire de la conversation et de la lecture (em francês). [S.l.]: Firmin Didot. p. 239.
3. 1 2 3 4 5  Goodrich, Frank Boott. The Court of Napoleon. [S.l.: s.n.] pp. 318–329
4. ↑  Decker, Ronald; Depaulis, Thierry; Dummett, Michael (1996). A Wicked Pack of Cards: The Origins of the Occult Tarot. London: Gerald Duckworth and Company. p. 119. ISBN 9780715627136
5. 1 2  Chambers, William & Robert (1893). Chambers' Encyclopædia: A Dictionary of Universal Knowledge - Vol VII. [S.l.: s.n.] p. 727
6. 1 2 3  Bolster, Richard (2000). Marie d'Agoult : the rebel countess. New Haven: Yale University Press. p. 124. OCLC 290482282
7. ↑  Lenormand, Marie-Anne Adélaïde (1814). Les souvenirs prophétiques d'une sibylle: sur les causes secrètes de son arrestation. [S.l.: s.n.] 596 páginas
8. 1 2  Lenormand, Marie-Anne Adélaïde (1827). Mémoires historiques et secrets de l'impératrice Joséphine, Marie-Rose Tascher-de-la-Pagerie, première épouse de Napoléon Bonaparte, Volume 3. [S.l.: s.n.] 511 páginas
9. ↑  Decker, Ronald; Depaulis, Thierry; Dummett, Michael (1996). A Wicked Pack of Cards: The Origins of the Occult Tarot. London: Gerald Duckworth and Company. p. 132. ISBN 9780715627136
10. ↑  «Marie Anne Lenormand». Find A Grave. Consultado em 11 de setembro de 2012
11. ↑  The Illustrated London News,1843-07-01.
12. ↑  Lenormand, Marie-Anne. Anniversaire de la mort de l'impératrice Josephine. [S.l.: s.n.]
13. ↑  «What is Lenormand?». Cafe Lenormand. Consultado em 23 de janeiro de 2018
14. ↑  Hoffmann, Detlef; Kroppenstedt, Erika (1972). Wahrsagekarten: Ein Beitrag zur Geschichte des Okkultismus. Bielefeld: Deutsches Spielkarten Museum. pp. 17, 21
15. ↑  O'Donoghue, Freeman Marius (1901). Catalogue of the Collection of Playing Cards Bequeathed to the Trustees of the British Museum by the late Lady Charlotte Schreiber. London: British Museum
16. ↑  Decker, Ronald; Depaulis, Thierry; Dummett, Michael (1996). A Wicked Pack of Cards: The Origins of the Occult Tarot. London: Gerald Duckworth and Company. pp. 141, 282. ISBN 9780715627136
17. ↑  Humoristische Blätter für Kopf und Herz. Nuremberg: Gustav Philipp Jakob Bieling. 1799
18. ↑  Will, Georg Andreas; Nopitsch, Christian Conrad (1805). Nürnbergisches Gelehrten-Lexicon: Sechster Theil von H-M. Altdorf bei Nürnberg: [s.n.]
19. ↑  Richardson, Bill. Waiting for Gertrude: A Graveyard Gothic. [S.l.]: Thomas Dunne Books. 192 páginas
20. ↑  «Anna-detektiv». IMDb. Consultado em 27 de setembro de 2021
21. ↑  «Tall, Dark Strangers». IGN. 10 de agosto de 2015. Consultado em 27 de setembro de 2021